# KILL BILL (브라운 아이드 걸스의 노래)
KILL BILL(킬빌)은 대한민국의 걸 그룹 브라운 아이드 걸스가 5번째 스튜디오 음반 BLACK BOX(2013년)을 위해 녹음한 노래이다. 미국의 쿠엔틴 타란티노 감독의 킬 빌 영화의 이름에서 기원한 이 일렉트로팝 노래는 작사가 김이나와 미료가 썼으며 구성원 제아가 Candy Sound 밑에서 노래를 작곡 및 편곡했다.